# Talida-Teodora Gîdoiu
Talida-Teodora Gîdoiu (* 12. Januar 1986 in Orșova, Rumänien) ist eine ehemalige rumänische Steuerfrau im Rudersport. Sie ist fünffache Europameisterin sowie Olympiateilnehmerin für Rumänien.

## Karriere
Gîdoiu hat mit einem Körpergewicht von knapp 50 kg die passenden Voraussetzungen für eine Steuerfrau im Rudersport, da in den Frauenklassen diese mindestens ebenso viel wiegen müssen. Sie nahm im Jahr 2004 einmalig an den Weltmeisterschaften der Junioren in Banyoles teil und gewann dabei mit dem rumänischen Frauen-Achter die Goldmedaille. Danach trat sie einige Jahre nicht international in Erscheinung.
Als sich andeutete, dass Elena Georgescu nach den Olympischen Sommerspielen 2008 ihre Karriere beenden würde, konnte Gîdoiu wieder zum Zuge kommen. Georgescu hatte seit Beginn der 1990er-Jahre erfolgreich das rumänische Großboot gesteuert und so den einzigen Steuerplatz in den Frauen-Bootsklassen lange besetzt. Bei den Ruder-Europameisterschaften 2008, die nur wenige Wochen nach den Olympischen Spielen stattfanden, steuerte Gîdoiu bereits den siegreichen Achter und gewann so ihren ersten EM-Titel. Das rumänische Großboot gewann in den Folgejahren bis 2012 mit Gîdoiu am Steuer erneut jährlich die Europameisterschaften. Bei den Ruder-Weltmeisterschaften 2009 und 2010 gelang außerdem der Gewinn je einer Silber- und Bronzemedaille.
Gîdoiu steuerte den Achter auch bei den Olympischen Sommerspielen 2012 in London und belegte dort den vierten Platz im Finale. Sie beendete danach ihre Karriere, und Daniela Druncea folgte ihr als Steuerfrau des rumänischen Großbootes nach.